# Ludwig Martin Kahle

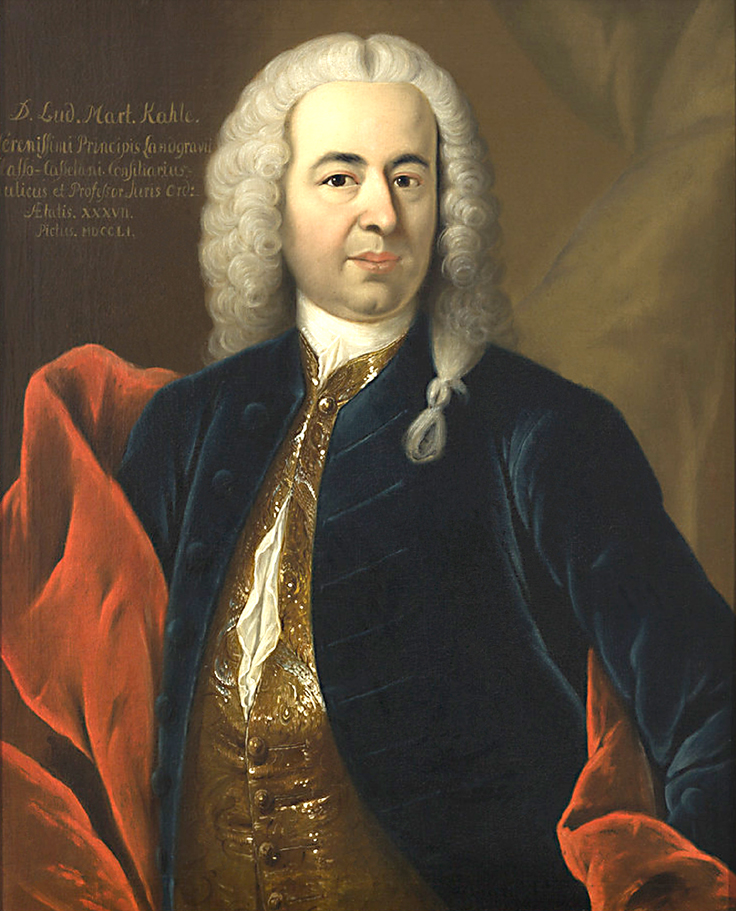
Ludwig Martin Kahle

Ludwig Martin Kahle (auch Louis Martin Kahle; Pseudonym: Benedikt Thöring; * 6. Mai 1712 in Magdeburg; † 5. April 1775 in Berlin) war ein deutscher Rechtswissenschaftler, Philosoph und Hochschullehrer.

## Leben und Wirken
Kahle absolvierte die Magdeburger Domschule und studierte ab 1729 Theologie, Philosophie und Rechtswissenschaften zunächst an der Universität Jena und ab 1733 an der Universität Halle. 1734 erlangte er in Halle den Grad eines Magisters der Philosophie, zudem habilitierte er sich dort für Philosophie und Mathematik. 1735 wurde er Adjunkt der Philosophischen Fakultät der Universität Halle. Von Herbst 1735 bis Februar 1737 unternahm er eine ausgedehnte Studienreise durch die Niederlande, England und Frankreich, bevor er am 14. April 1737 als außerordentlicher Professor der Philosophie an die Universität Göttingen berufen wurde. Im Dezember 1737 erhielt er dort bereits eine Stelle als ordentlicher Professor der Philosophie. An der Göttinger Universität wurde er am 2. März 1744 zum Doktor beider Rechte promoviert, 1747 erhielt er eine außerordentliche Professur der Rechte in Göttingen, 1749/1750 amtierte er als Prorektor der Universität. Ab 1744 führte er sowohl einen philosophischen als auch einen juristischen Doktorgrad.
Kahle folgte zum 19. Oktober 1750 einem Ruf als Professor des Staatsrechts an die unter Johann Jacob Mosers Leitung stehende landgräfliche Staatsakademie Hanau. 1751 erhielt er den Titel eines landgräflichen Hofrats. In Hanau blieb er jedoch nur kurze Zeit. Im Februar 1751 nahm er einen Ruf als dritter ordentlicher Professor der Rechte an der Universität Marburg an. 1752 stand er der Universität als Prorektor vor und 1753 als Dekan der Juristischen Fakultät. Er wirkte auf den Feldern des bürgerlichen Rechts, des kanonischen Rechts, des deutschen öffentlichen Rechts sowie der Rechtsgeschichte. 
Kahle kam im Herbst 1753 als Hof- und Kammergerichtsrat nach Berlin. 1764 wurde er zum Geheimen General-Ober-Finanz-, Kriegs- und Domänenrat sowie zum Justiziar des General-Finanzdirektoriums befördert.
Kahle war Ehrenmitglied der Deutschen Gesellschaft zu Göttingen.

## Werke (Auswahl)
- Vergleichung der Leibnitzischen und Neutonischen Metaphysik wie auch verschiedener anderer philosophischer und mathematischer Lehren beyder Weltweisen, Königliche Universitätsbuchhandlung, Göttingen 1741.
- Elementa juris canonico-pontificio-ecclesiastici tum veteris tum hodierni, 2 Bände, Renger, Halle 1743–1744.
- De trutina Europae quae vulgo appellatur die Balance von Europa praecipua belli et pacis norma, Schmid, Göttingen 1744.
- Corpus Iuris publici S. J. R. G, 2 Bände, Schmid, Göttingen 1744–1745.
- Neue Erläuterung der Europäischen Balance, als die vornehmsten Richtschnur des Kriegs und des Friedens, Hannover 1746.
- Opuscula minora, Frankfurt am Main 1751.